# Bitwa o Port Royal

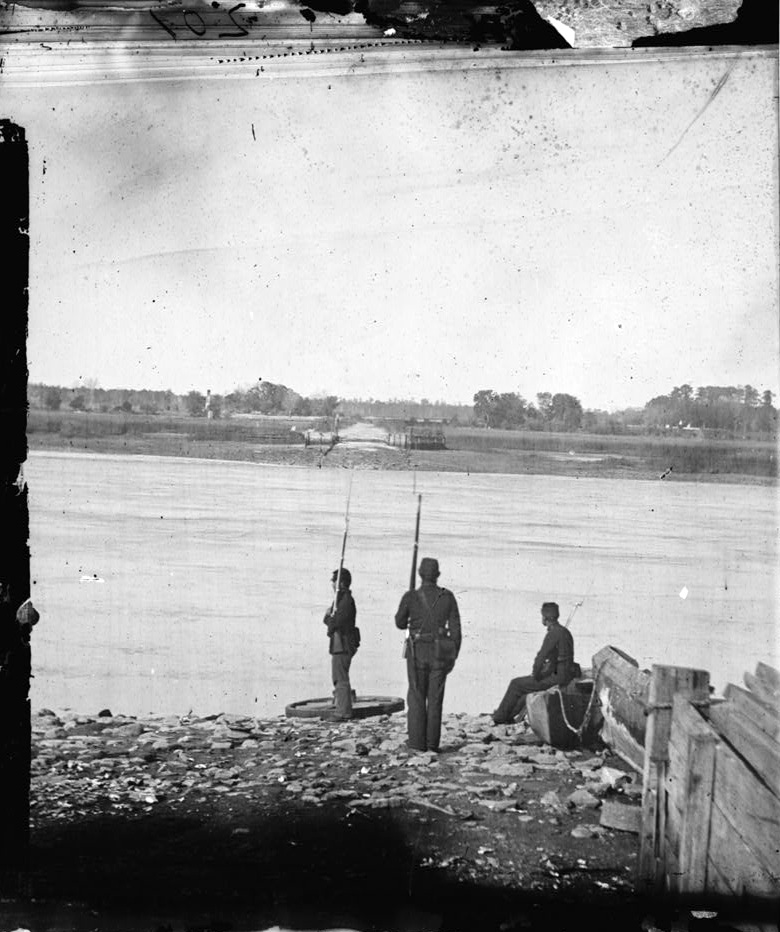
Warty unionistów po zdobyciu Port Royal

Bitwa o Port Royal – jedna z pierwszych operacji desantowych w amerykańskiej wojnie secesyjnej, podczas której marynarka wojenna i siły ekspedycyjne armii Unii zdobyły 8 listopada 1861 roku umocnienia cieśniny Port Royal w Karolinie Południowej.

## Podłoże i przygotowania
Od samego początku wojny US Navy miała za zadanie utrzymywanie blokady morskiej południowo-wschodniego wybrzeża Ameryki Północnej. Nie było to zadanie łatwe, bowiem okręty musiały zaopatrywać się we wszystko (zwłaszcza zaś w węgiel dla silników parowych) w portach na północy. Marynarce potrzebna była głębokowodna zatoka na południu, z której można by było utrzymywać całoroczną blokadę ważnych konfederackich portów, jak Wilmington, Charleston i Savannah. Cieśnina Port Royal była prawdopodobnie najlepszym naturalnym portem na południu i znakomicie nadawała się do roli bazowej przystani US Navy.
Przygotowania do zajęcia cieśniny toczyły się w najgłębszej tajemnicy. Oficer flagowy Samuel F. du Pont miał dowodzić flotyllą 74 jednostek, w tym transportowców do przewozu sił desantu liczących 12 000 ludzi. Na desant ten składały się trzy brygady Sił Ekspedycyjnych Port Royal dowodzone przez gen. bryg. Thomasa W. Shermana. Była to największa flota, jaką kiedykolwiek do tej pory zgrupowano w Stanach Zjednoczonych. Flota, z rozkazami w zalakowanych kopertach, wyszła 29 października 1861 z Hampton Roads, robiąc wszystko, by ukryć prawdziwy cel wyprawy. Jednakże wywiad konfederatów w jakiś sposób rozszyfrował tajemnicę. W trzy dni później, 3 listopada, obrońcy Port Royal otrzymali telegram: "Nieprzyjacielska ekspedycja kieruje się do Port Royal".
Tego samego dnia flotę unionistów ogarnął na wysokości przylądka Hatteras sztorm, który szybko przybrał siłę huraganu. Dwa okręty poszły na dno, a załoga trzeciego – by ratować się przed zatonięciem – zepchnęła za burtę swoje działa. Następnego dnia rano okazało się, że flota jest całkowicie rozproszona. Oficer flagowy du Pont odnotował na pokładzie swego okrętu, USS Wabash, że niemal nie widać innych masztów. W rezultacie pierwsze jednostki zaczęły pojawiać się przed wejściem do cieśniny 3 listopada, a ostatnie przybyły 6.

## Bitwa
Bitwa rozpoczęła się o godz. 9.30, 7 listopada, gdy okręty unionistów weszły do cieśniny. Gen. Thomas F. Drayton, dowódca konfederatów w Port Royal, pisał później, że "najmniejsza nawet fala nie marszczyła szerokiej tafli wody, by zaszkodzić celności ognia z pokładów tej wspaniałej armady".
Cieśnina Port Royal była broniona przez Fort Beauregard z 13 działami na wyspie Eddings na północy i Fort Walker z 23 działami (chociaż w bitwie użyto tylko 16) na wyspie Hilton Head Island na południu. Forty znajdowały się w odległości około 5 kilometrów od siebie, po obu stronach Broad River. Były solidnie zbudowane i obsadzone przez artylerzystów, którzy od tygodnia przygotowani byli na atak. Konfederaci mieli do dyspozycji także niewielką flotyllę pod dowództwem komandora Josiaha Tattnalla składającą się z trzech holowników uzbrojonych w pojedyncze działa i rzecznego bocznokołowca. 
Du Pont podzielił swoją flotę na główny dywizjon złożony z dziewięciu najcięższych fregat i slupów w formacji liniowej oraz dywizjon flankujący złożony z pięciu kanonierek. Plan zakładał wejście do cieśniny w dwóch równoległych kolumnach: lżejszy dywizjon miał przejść samym jej środkiem, ostrzeliwując oba forty. Tymczasem zespół główny winien był minąć forty, dwie mile od wejścia do cieśniny zawrócić w lewo i przepłynąć wolno obok Fortu Walker, ostrzeliwując go ze swych wszystkich 123 dział, po czym ponownie zawrócić po wydłużonej elipsie, tym razem biorąc na cel Fort Beauregard. Dywizjon flankujący miał teraz trzymać się na uboczu, zwalczając okręty konfederackiej flotylli i wszelkie inne cele na swej drodze, podczas gdy dywizjon główny ostrzeliwać stale oba forty poszerzając swój eliptyczny kurs tak, by podchodzić coraz bliżej celów.
Przy pierwszym nawrocie floty unijnej w cieśninie Tattnall rzucił swe cztery jednostki w stronę ujścia, oddając kilka salw w kierunku Wabash. Gdy okręty unionistów odpowiedziały celnym ogniem, Tattnall zawrócił i schronił się w ujściu rzeczki Skull Creek, 5 kilometrów na północny zachód od Fortu Walker.
Flota, zawracając na wschód, rozpoczęła bombardowanie północnego sektora Fortu Walker. Konfederackie działa odpowiadały chaotycznie i niecelnie. Okręty, generalnie trzymając się eliptycznego kursu, ciągle zmieniały szybkość i zasięg, co utrudniało artylerzystom na lądzie celowanie. Co więcej, wiele pocisków nie pasowało kalibrem do luf, proch był podłej jakości, a część dział za mocno odbijała i tym samym była niezdatna do użytku (w związku z brakiem amunicji konfederaccy artylerzyści nie mogli sobie pozwolić na ćwiczenia strzeleckie przed atakiem). Fort był zaprojektowany, by bronić cieśniny przed okrętami wpływającymi z otwartego morza, nie od strony rzeki. Teraz spadały nań 24 pociski na minutę. Dywizjon flankujący przyłączył się do ostrzału. 
Po zawróceniu okręty podeszły na odległość 600 metrów od Fortu Beauregard, gdzie w tym momencie już tylko trzy działa były sprawne. Gdy zawrócono na południe, rozpoczynając trzecią elipsę, du Pont otrzymał informację, że Fort Walker został opuszczony. O godz. 14.20 oddział desantowy marynarki zatknął flagę Unii na wałach, a transportowce zaczęły wysadzać na ląd piechotę, by przed zmierzchem obsadzić umocnienia. W Forcie Beauregard flaga Konfederacji została opuszczona wieczorem, a oddziały armii unionistów zajęły go wczesnym rankiem. Było to łatwe zwycięstwo. Straty po stronie Unii to 8 zabitych i 23 rannych podczas trwającego cztery godziny ostrzału. Konfederaci odnotowali: 11 zabitych, 48 rannych i 7 zaginionych.

## Rezultaty
W ciągu następnych trzech dni wojska Unii ruszyły w głąb lądu zajmując miejscowość Beaufort i okoliczne tereny określane wspólną nazwą "Port Royal" (dzisiejsze miasto Port Royal powstało dopiero w roku 1874). Dzień po zajęciu Port Royal generał Robert E. Lee przybył do Savannah jako nowo mianowany dowódca obrony południowego wybrzeża. Przybył zbyt późno z zadaniem wypełnienia misji niemożliwej do wypełnienia. 
Unia miała teraz obronny, głębokowodny port położony około 90 kilometrów od Charleston, kolebki amerykańskiej secesji. Miał być użyty zgodnie z przeznaczeniem, tj. jako port bazowy dla floty blokadowej, ale także jako punkt wypadowy do kolejnych operacji desantowych w następnych latach wojny.